# Східна смуга

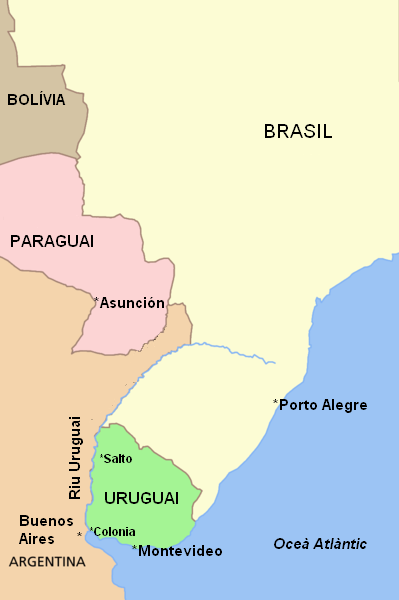
Східна смуга — земля між річкою Уругвай та Атлантичним океаном

Схі́дна сму́га (ісп. Banda Oriental) — історично-географічна область у Південній Америці.

## Історія та географія
Термін «Східна смуга» з'явився у XVII столітті: тим терміном жителі Асунсьйона позначали територію на північ від Ла-Плати, від східного берега річки Уругвай до Атлантичного океану. На півночі межею Східної смуги слугував південний кордон регіону Ґуайра. Нині на тій території розташовані держава Уругвай, а також бразильські штати Ріу-Гранді-ду-Сул й Санта-Катарина (частково).
1618 року територія Східної смуги була підпорядкована іспанському губернаторству Ріо-де-ла-Плата, однак 1680 року португальці заснували на її південному узбережжі Колонію-дель-Сакраменто, й ті землі стали ареною боротьби між іспанцями й португальцями. 1750 року між країнами укладено Мадридський договір, за яким південна частина тих земель закріплювалась за Іспанією, а північна («Сім східних місій») — за Португалією, однак Договір в Ель-Пардо 1761 року скасував Мадридський договір. 1777 року підписано Договір у Сан-Ільдефонсо, відповідно до якого, в обмін на поступки в Бразилії, Іспанія отримала всю Східну смугу, яку було включено до складу віцекоролівства Ріо-де-ла-Плати. Ще 1751 року для захисту Східної смуги було створено окреме губернаторство Монтевідео.
1810 року внаслідок Травневої революції Ріо-де-ла-Плата проголосила незалежність, ставши державою Об'єднані провінції Ріо-де-ла-Плати. 1813 року на території Східної смуги створили Східну провінцію з адміністративним центром у Монтевідео. 1817 року Східна провінція була окупована Сполученим королівством Португалії, Бразилії й Алгарве. Східна смуга, офіційно анексована Бразилією 18 липня 1821 року, дістала назву Сісплатина; при цьому північні частини Східної смуги приєднали до інших бразильських штатів.
1822 року Бразилія стала незалежною державою. У серпні 1825 року Тридцять три Орієнтальці підбурили повстання в Сісплатині, що призвело до аргентино-бразильської війни. 1828 року відповідно до договору в Монтевідео в південній частині Східної смуги створено незалежну державу Уругвай.